# Château de Menars
Le château de Ménars est un château situé en France sur la commune de Ménars dans le département de Loir-et-Cher en région Centre-Val de Loire.
Il se trouve plus précisément à 8 km au nord-est de Blois, sur la rive droite de la Loire.
Construit aux XVIIe siècle et XVIIIe siècle, il fait l’objet d’un classement au titre des Monuments historiques depuis le 15 février 1949. Ce château est privé et il n'est pas ouvert à la visite.

## Histoire

### Ancien Régime
Furent seigneurs de Ménars : Jean de Taillemont en 1506 ; puis Jean du Thier de Beauregard, † 1560, secrétaire d'État et contrôleur général des finances d'Henri II ; enfin Guillaume II Char(r)on vicomte ou comte de Ménars, seigneur des Hangonnières et de Noizieux. Sous Guillaume Char(r)on, le domaine rassemble terres et forêts en abondance et la maison seigneuriale prend l'allure d'une gentilhommière,,.
Vers 1646, Jacques Charon, IIe du nom, frère aîné de Guillaume, trésorier général de l'Extraordinaire des Guerres, conseiller d'État et gouverneur de Blois, fait bâtir à Ménars, sur un site superbe dominant la Loire acquis par son frère en septembre 1633, un château composé d'un corps de logis et de deux pavillons symétriques.
Son fils, Jean-Jacques Charron (1643-1718), président à mortier au Parlement de Paris et beau-frère de Colbert (époux en 1648 de la sœur de Jean-Jacques, Marie Charron de Ménars), l'hérite en 1669 de ses père et oncle ; il fait ajouter au château deux ailes inégales et agrandit considérablement le domaine que Louis XIV érige en marquisat en 1676.
Le roi de Pologne en exil Stanislas Leszczynski y séjourne en 1728-1732, alors qu'il est aussi doté de Chambord, à quelques km de là mais sur l'autre rive de la Loire, par son gendre Louis XV. Cependant, Ménars doit toujours appartenir à la famille Charron, puisque c'est elle qui semble le vendre 880 000 livres à la marquise de Pompadour, favorite de Louis XV.
En 1760 Ménars et son marquisat sont en effet acquis par Mme de Pompadour, qui charge l'architecte Ange-Jacques Gabriel de construire deux nouvelles ailes de part et d'autre des deux pavillons, pour remplacer celles édifiées au XVIIe siècle.
Pour briser l'uniformité de la façade, Gabriel couvre ces deux ailes de toits plats « à l'italienne ». De chaque côté de la cour d'honneur, il bâtit en outre deux pavillons : le pavillon de l'Horloge à droite, qui renferme les cuisines, reliées au château par un souterrain, et le pavillon du Méridien à gauche, où se trouve la conciergerie. Il dirige également d'importants travaux d'aménagement intérieur.
En 1764, à la mort de la marquise, le domaine passe à son frère, Abel-François Poisson de Vandières, marquis de Marigny, directeur général des Bâtiments du roi ; de nouveaux travaux sont réalisés sous la direction de Jacques-Germain Soufflot, qui fait creuser une longue pièce d'eau en bas du parc, surnommée les bains Pompadour, ainsi qu'une grotte et une orangerie et une rotonde qui abrite une statue de déesse en marbre, en plus des dizaines de statues qui jalonnent les jardins (à part des bustes d'empereurs romains, toutes les statues ont été remplacées au XXe siècle). Côté cour, le corps de logis est doublé par un corps en rez-de-chaussée couvert "à l'italienne", tandis que les ailes édifiées par Gabriel sont dotées de combles dits « à la Française ».
À l'époque, le domaine dispose de 400 hectares de forêts, qui seront par la suite vendus mais qui forment toujours au XXIe siècle un terrain de chasse.

### XIXesiècle
En 1804 Claude-Victor Perrin, maréchal d'Empire, fait duc de Bellune par Napoléon Ier, acquiert le château, qui a subi de multiples dégradations pendant la Révolution (le mobilier est dispersé) ; devenu ministre de la Guerre de Louis XVIII, il y donnera de somptueuses fêtes.
Le Ier duc de Bellune vend le château de Ménars (Loir-et-Cher) à Louis Marie Joseph de Brigode et sa femme Émilie Pellapra, fille naturelle supposée de Napoléon Ier; la jeune femme, riche veuve en 1827, se remarie au prince Joseph de Riquet de Caraman-Chimay le 30 août 1830.
Celui-ci créa aux abords du château un établissement dénommé « Prytanée » ou école professionnelle,, qui vise à réunir des jeunes gens de conditions et de nationalités différentes pour leur donner une éducation commune. À cet effet, il fait bâtir un vaste établissement à l'Est de l'avant-cour (en partie conservé), ainsi qu'une petite usine à gaz pour fournir le gaz 
d'éclairage au collège ; il s'y serait ruiné. « Le « Prytanée » (est) remplacé en 1848 par l'École professionnelle du Centre que M. César Fichet, a fondée à Ménars et dont il est le directeur. » « L'École professionnelle du Centre, précédemment appelée le Prytanée de Ménars, fondée à Ménars, près Blois, par M. Joseph de Chimay, et qui prépare aux écoles du gouvernement, forme les entrepreneurs, sous-ingénieurs, contre-maîtres, directeurs d'usine, de manufactures et d'ateliers. Cet établissement comprend trois grandes divisions : une institution où se donne l'enseignement complet des lycées ; une école du commerce et de l'agriculture et une école d'arts et métiers. ».
L'école de Ménars, dénommée École professionnelle du Centre, sert de référence au ministre de l'Instruction publique Fortoul pour promouvoir en 1853 la création de l'École professionnelle du Nord à Lille, l'École professionnelle de l'Est à Mulhouse et de l'École professionnelle du Midi à Toulon. Cependant, en 1864, il n'y avait que dix élèves à Ménars.
Pendant la guerre franco-prussienne de 1870-1871, le château est utilisé comme hôpital et les Prussiens arrivent jusqu'à ses grilles.
En 1871 le domaine échoit à leur fille Valentine de Caraman-Chimay, princesse Bauffremont puis princesse Georges Bibesco, qui ne peut le conserver : en 1879 il est saisi puis vendu aux enchères publiques à Louis-Joseph Watel. Celui ci, lors de la vente des statues du parc deux ans plus tard, put acquérir deux grands vases de forme dite "Médicis", L'Automne et Le Printemps d'après Adam le Jeune; commandés en 1742 sur un dessin de Gabriel pour Louis XV, ils restèrent en dépôt avant qu'en 1770 le roi les offre à Marigny.

### XXe–XXIesiècles
Le domaine est acquis en avril 1912 à la barre du tribunal civil de la Seine, pour 700 050 francs par Félix Allard, entrepreneur de travaux publics, qui prend possession d'un Ménars vidé de tous ses ornements. Néanmoins il réussit à lui redonner sa beauté première et le meuble des plus belles œuvres d'art des maîtres des XVIIIe et XIXe siècles. Il modernise le confort : arrosage "automatique", chauffage à air chaud, éclairage à gaz puis à l'électricité, crée la grande galerie. Le château avec ses 500 hectares s'autofinancera jusqu'à la fin de sa vie. Il remplace aussi certaines statues du parc.
Après son décès en juin 1935, sa femme Josette y résidera jusqu'à sa mort en septembre 1937 mais en 1939, ses filles Blanche Lasserre, Yvonne Arnodin et Jeanne Goirand, accablées par les charges financières du domaine, vendront le château, le petit parc et l'île à la Compagnie de Saint-Gobain (qui avait fabriqué les glaces et les vitres originelles du château), puis ultérieurement le grand parc. L'entreprise y installa alors son siège et, après la Seconde Guerre mondiale, un centre de formation, fonction qui motiva l'aménagement dans le château de chambres et des salles de bains, afin d'accueillir les employés du groupe industriel.
À la suite de la nationalisation de Saint-Gobain au début du premier mandat présidentiel de François Mitterrand, le château (alors en mauvais état) et son parc de 50 hectares sont vendus pour 5 millions de francs en 1983 à une société détenue par l'homme d'affaires libano-américain Edmond Baysari, qui a fait fortune dans l'immobilier. Il est entre autres associé-gérant de la SCI  Magna, créée en  2005 et domiciliée à Amboise (Indre-et-Loire).
Ce mécène aurait consacré 100 millions d'euros en frais de restauration des bâtiments (quasiment invisibles de l'espace public : la vue sur la cour d'honneur et le corps de logis central est masquée par une rangée d'arbustes en caisse), du parc, et de remeublement des nombreuses pièces (des cuisines contemporaines sont construites, le bâtiment ancien est consolidé, le parc et l'orangerie entretenus, certains espaces sont transformés en centre de conférences, etc.). Il a toutefois rarement séjourné à Ménars et n'en a autorisé la visite que dans le cadre des Journées européennes du patrimoine annuelles. De grandes fêtes y sont parfois données et des personnalités comme Ronald Reagan et Mikhaïl Gorbatchev y viennent.
Sans héritiers directs, ayant confié la gérance du domaine à sa nièce Linda Salem, qui réside dans les environs, et en litige d'ordre fiscal avec l'État français, M. Baysari a fait connaître en 2015 son intention de le revendre « à condition que le repreneur poursuive l'œuvre de sauvegarde qu'il y a menée depuis trente ans ». La vente aux enchères publiques du château de 12 000 m² (62 pièces) et de son parc de 40 hectares, était annoncée en janvier 2018.
Le château de Ménars a finalement été vendu le 20 juin 2022 à une femme d’affaires d'origine taïwanaise.

## Architecture
En dépit des adjonctions successives, le château conserve une simplicité de parti et de construction non dénuée d'une certaine austérité, dans laquelle se retrouve l'esprit originel du château du XVIIe siècle et qui est encore parfaitement lisible dans le corps central et ses deux pavillons, entre lesquels s'insère le corps ajouté par Marigny et que prolongent les deux ailes créées par Gabriel.
Le corps central en rez-de-chaussée présente de nos jours une grande galerie, créée en 1912 par la réunion de trois pièces.
Le corps de logis présente toujours trois grandes pièces, ancien vestibule au centre, « salle du Dais » à gauche et « ancien salon de compagnie » à droite, ornées de boiseries dessinées par Gabriel, ainsi que des cheminées surmontées de miroirs.
L'escalier de pierre et les lambris d'acajou du corps de bibliothèque du premier étage, datent des transformations effectuées par Marigny.

Mobilier
Ont été conservées les factures de l'ébéniste parisien Jean-François Oeben pour la fourniture de six commodes en acajou uni « à la Grecque », qu'il livra  vers 1760 -1763 pour le château (inventaire des meubles du marquis de Marigny de 1783) ; l'une de cette série, qui peut provenir de Ménars ou du château de Cellettes a figuré à la vente Paul Fesneault au château de Cheverny des 23, 24 et 25/06/1990 (no 416 du catalogue); deux autres meubles identiques ou très similaires ont été publiées par J. Nicolay - avec quatre autres de même structure mais marquetées, comme les deux conservées au Getty Museum de Malibu (USA) - et par Francis Waston ; cf. également l'article d'Alexandre Pradère dans "Connaissance des Arts" no 449-450  juillet/août 1983, pp. 110 à 118.
Un portrait de la marquise de Pompadour "en Diane chasseresse" peint par Jean-Marc Nattier à Fontainebleau en 1746, qui orna successivement le château de Ménars (avant 1779) puis l'hôtel parisien de son frère Abel (actuelle place des Vosges) jusqu'en 1781, longtemps considérée comme perdue puis vendue aux enchères publiques en 1978, puis à nouveau par Sotheby's à Londres le 10/07/2003, est reproduite dans "L'Estamplile-L'Objet d'art" (no 383/septembre 2003, p. 82).
La pendule de Romilly en porcelaine tendre de Sèvres à fond petit vert (vers 1762, Musée du Louvre) faite "pour  le château de Ménars" et exposée au château de Versailles, est reproduite par Christian Baulez dans La réouverture de l'appartement de la marquise de Pompadour ("L'Estampille-L'Objet d'art" no 367/ mars 2002, p. 60).

## Jardins

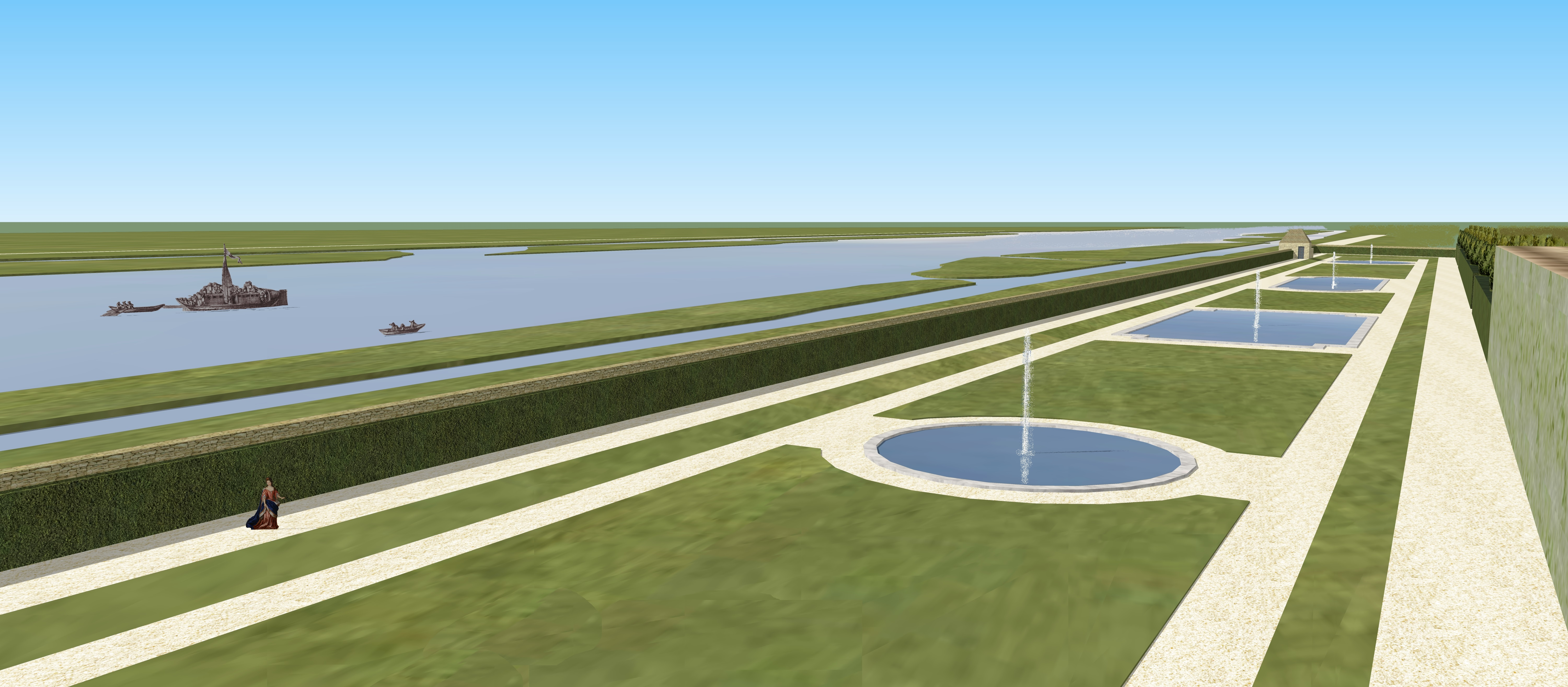
Restitution des jardins bas du château de Ménars, début XVIIIe siècle, depuis le grand escalier.

Jean-Jacques Charon, dans la seconde moitié du XVIIe siècle, fit aménager un parc « à la française » avec parterres, boulingrins, canal et pièces d'eau, et deux avenues « plantées d'ormes à quatre rangs, l'une de six cents toises et l'autre de quatre cents » d'où la vue embrasse la Loire et la campagne alentour. Les jardins bas de Ménars (Boulingrin) rappellent le parterre des Petites Cascades du château de Chantilly.
Un siècle plus tard, le marquis de Marigny consacra tous ses soins à l'aménagement du parc dans lequel il présenta une partie de sa prestigieuse collection de sculptures. Devant le château, à la place de l'ancien étagement de parterres, il fit créer une large terrasse. Il mit les jardins au goût du jour en y faisant édifier de nombreuses fabriques.
Un jardin « à l'Anglaise » fut créé dans le Bois-Bas, petit ravin situé à l'Ouest que Marigny planta de bosquets d'arbres d'essences diverses, abritant des cabinets de treillage, dont l'un renfermait une célèbre machine hydraulique conçue par le mécanicien Loriot.
Au bord de la Loire, un Désert fut aménagé dans une ancienne sablière et orné d'une grotte artificielle.
Au pied du château, la rotonde de l'Abondance, construite par Soufflot, permet de passer du sous-sol du château à l'intérieur de l'orangerie ; elle abritait à l'origine une statue de l'Abondance par Lambert-Sigisbert Adam dit « l'Aîné », remplacée ensuite par un Louis XV de Nicolas Coustou, lui-même remplacé aujourd'hui par une copie de la Vénus de Médicis par Jean-Jacques Clérion.
Vers l'Est la terrasse se termine par un rond-point où Marigny fit bâtir un kiosque dans le goût chinois dessiné par Charles De Wailly ; une vue en coupe du "Temple des arts de Ménars" est reproduite dans le catalogue de l'exposition Jardins en France 1760-1820 (Paris,C.N.M.H.S. 1978, p 15).
En 1768 l'architecte Michel-Barthélemy Hazon donna pour son protecteur un projet de pavillon ou belvédère chinois dont le dessin est reproduit dans sa fiche biographique.
Entre la terrasse et la route s'ordonnaient une série de charmilles, de treillages, de salons de verdure ainsi qu'un potager; en contrebas, autour d'une petite source, Soufflot a créé un magnifique nymphée dont la serlienne en façade et, à l'intérieur, l'ordre dorique sans base, révèlent l'inspiration italianisante.
Le petit parc avec ses jardins, ses terrasses, ses rampes d'accès ainsi que la rotonde, le nymphée et le bassin ont été classés monuments historiques le 21 août 1986.
Son allée de tilleuls de 4 kilomètres serait la plus longue d'Europe.
Le buste du "Grand Condé" en marbre par Coysevox - ou par Gérard Léonard Hérard (1630 ou 1637- 1675) ? - appartenant autrefois aux collections royales françaises puis offert par Louis XV au marquis de Marigny qui le fit placer dans ces jardins, est probablement celui mentionné dans l'inventaire après décès de 1781. Acquis par un M. Glénot à la vente mobilière du château du 10/06/1881 puis passé dans le marché de l'art, il intégra vers 1970 la collection de Georges de Lastic Saint-Jal, et est actuellement conservé dans le vestibule du château de Parentignat (Puy-de-Dôme).

## Art
Le château de Ménars est l'un des thèmes importants de l'artiste peintre Anne Français (1909-1995) qui y effectua plusieurs séjours.